# Gill Sans
A Gill Sans egy sans-serif betűkép, amelyet Eric Gill tervezett (Monotype) 1928 és 1930 között. Az alapja Edward Johnston betűtípusa volt.
Annak idején a British Railways használta.
1997-től a BBC használta a cég logójában és más szolgáltatásaikban. Ugyanakkor a Mac OS X operációs rendszerrel együtt árulják.

## Gil Sans-ot használó cégek
- Carlton
- BBC
- mmo2

## Lásd még
- Betűképek listája